# 傅全有
傅全有（ふ ぜんゆう、簡体字：傅全有、1930年11月 - ）は、中華人民共和国の軍人。中国人民解放軍の上将。総装備部長、総参謀長の要職を歴任し、1992年10月から2003年3月まで党中央軍事委員会委員であった。

## 略歴
- 1946年10月 - 中国人民解放軍に入隊
- 1947年 - 班長、排（小隊）長
- 1947年8月 - 中国共産党に入党
- 1948年 - 第1野戦軍第7師第21団の副連（中隊）長
- 1949年 - 連長、営（大隊）参謀長
- 1953年2月 - 朝鮮戦争に従軍し、中国人民志願軍第1軍第7師第21団の営参謀長、副営長、営長を歴任した。
- 1958年10月 - 帰国
- 1960年 - 中国人民解放軍高等軍事学院を卒業後、団（連隊）参謀長、副団長、師副参謀長、師参謀長、副師長、師長、軍副参謀長、軍参謀長、軍長を歴任した。
- 1985年6月 - 成都軍区司令員
- 1988年9月 - 中将に昇進
- 1990年5月 - 蘭州軍区司令員、党委員会副書記
- 1992年10月 - 1995年9月 - 中国人民解放軍総後勤部部長
- 1992年10月 - 第14回党大会において、党中央軍事委員会委員に選出
- 1993年3月 - 全国人民代表大会第8回1次会議において、国家中央軍事委員会委員に選出
- 1993年6月7日 - 上将に昇進
- 1993年 - 1998年 - 全国緑化委員会副主任
- 1994年1月 - 全国愛衛会副主任
- 1995年9月 - 2002年11月 - 中国人民解放軍総参謀長
- 1997年9月 - 党第15回一中全会において、党中央軍事委員会委員に任命された。
- 1998年3月 - 2003年3月 - 国家中央軍事委員会委員に任命された。